# Rajd Niemiec 2000
Rajd Niemiec 2000 (19. ADAC Rallye Deutschland) – 19. edycja rajdu samochodowego Rajd Niemiec rozgrywanego w Niemczech. Rozgrywany był od 6 do 9 lipca 2000 roku. Była to dwudziesta szósta runda Rajdowych Mistrzostw Europy w roku 2000 (rajd miał najwyższy współczynnik – 20) oraz piąta runda Rajdowych Mistrzostw Niemiec.

## Klasyfikacja rajdu
| Miejsce                                          | Kierowca                                         | Pilot                                            | Samochód                                         | Czas                                             | Strata                                           |                                                  |
| Klasyfikacja generalna, ERC i mistrzostw Niemiec | Klasyfikacja generalna, ERC i mistrzostw Niemiec | Klasyfikacja generalna, ERC i mistrzostw Niemiec | Klasyfikacja generalna, ERC i mistrzostw Niemiec | Klasyfikacja generalna, ERC i mistrzostw Niemiec | Klasyfikacja generalna, ERC i mistrzostw Niemiec | Klasyfikacja generalna, ERC i mistrzostw Niemiec |
| ------------------------------------------------ | ------------------------------------------------ | ------------------------------------------------ | ------------------------------------------------ | ------------------------------------------------ | ------------------------------------------------ | ------------------------------------------------ |
| 1.                                               | Henrik Lundgaard                                 | Jens-Christian Anker                             | Toyota Corolla WRC                               | 2:39:26.5                                        | 0.0                                              |                                                  |
| 2.                                               | Matthias Kahle                                   | Dieter Schneppenheim                             | Seat Cordoba WRC Evo2                            | 2:39:55.5                                        | +29.0                                            |                                                  |
| 3.                                               | Bruno Thiry                                      | Stéphane Prévot                                  | Citroën Xsara Kit Car                            | 2:45:34.6                                        | +6:08.1                                          |                                                  |
| 4.                                               | Isolde Holderied                                 | Heike Feichtinger                                | Toyota Corolla WRC                               | 2:47:16.8                                        | +7:50.3                                          |                                                  |
| 5.                                               | Armin Kremer                                     | Klaus Wicha                                      | Subaru Impreza S5 WRC '98                        | 2:51:22.8                                        | +11:56.3                                         |                                                  |
| 6.                                               | Sven Haaf                                        | Dieter Hawranke                                  | Mitsubishi Carisma GT Evo VI                     | 2:51:34.7                                        | +12:08.2                                         |                                                  |
| 7.                                               | Uwe Geipel                                       | Burkhard Hesseler                                | Toyota Celica GT-Four (ST205)                    | 2:52:41.6                                        | +13:15.1                                         |                                                  |
| 8.                                               | Ruben Zeltner                                    | Thomas Zeltner                                   | Proton Pert                                      | 2:55:09.7                                        | +15:43.2                                         |                                                  |
| 9.                                               | Hermann Gassner sen.                             | Siegfried Schrankl                               | Proton Pert                                      | 2:57:15.3                                        | +17:48.8                                         |                                                  |
| 10.                                              | Sandro Wallenwein                                | Marcus Marcus                                    | Mitsubishi Lancer Evo III                        | 2:58:15.2                                        | +18:48.7                                         |                                                  |